# Salisbury Point (Nowa Szkocja)
Salisbury Point – przylądek (point) w kanadyjskiej prowincji Nowa Szkocja, w hrabstwie Pictou (45°47′10″N, 63°05′43″W), wysunięty w zatokę Amet Sound, na jej wschodnim brzegu; nazwa urzędowo zatwierdzona 6 maja 1947.